# Moonchild Sanelly
Sanelisiwe Twisha (née le 20 novembre 1987), connu professionnellement sous le nom de Moonchild Sanelly est une musicienne et danseuse sud-africaine, s’exprimant dans ses textes en xhosa. Elle est connue pour ses cheveux bleus et son genre musical auto-créé, le Future ghetto punk. Originaire de Port Elizabeth, la chanteuse s'est d'abord fait connaître sur la scène poétique et musicale de Durban avant de s'installer à Johannesbourg, où elle poursuit sa carrière musicale, tout en créant des vêtements et autres objets. Sa musique atteint un public au-delà des frontières de l'Afrique du Sud, par des présences dans des festivals internationaux, par exemple au Texas ou à Barcelone, et par des tournées. Elle est présente également sur des albums d'autres chanteurs, dont Beyoncé ou encore Damon Albarn. Elle revendique l'invention d'un genre musical, le Future ghetto punk.

## Biographie
Moonchild Sanelly est née en 1987, sous le nom de Sanelisiwe Twisha , à Port Elizabeth, en Afrique du Sud. Elle est née au sein d’une famille de musiciens, son frère étant producteur de musique hip hop, sa mère chanteuse de jazz et ses cousins danseurs kwaito. Sa famille est d’origine xhosa. Elle déménage à Durban en 2005 pour étudier la mode à la Linea Fashion Design Academy et y reste six ans.
En 2006, elle commence à se produire dans des spectacles à l’université de technologie de Durban, manifestant un intérêt particulier sur la poésie et le hip-hop. Elle utilise la langue xhosa dans ses chansons. Elle participe  régulièrement à une émission du week-end sur une radio, Gagasi 99.5 FM (en), intitulée Poetry with King Siso.
En 2011, elle quitte Durban pour s'installer à Johannesbourg. Installée à Maboneng, un quartier à l'est de cette cité, elle continue à composer, mais crée aussi des vêtements, des illustrations, des calendriers, etc. Elle sort un album, Rabulapha !, en 2015. En 2016, sa musique et sa renommée sort du cadre de l'Afrique du Sud, avec notamment une présence dans des festivals tels que le SXSW au Texas, et le Primavera Sound Festival à Barcelone. Elle effectue une tournée en Europe en 2018 avec le groupe de hip hop sud-africain Die Antwoord.
En 2019, elle figure sur un album Beyoncé,  The Lion King: The Gift dans la chanson My Power avec Busiswa et Nija. Elle chante également avec Damon Albarn sur le titre I Can’t Move,.  Elle est présente au Midem à Cannes. Sur scène et dans ses interviews, espiègle, cette mère de trois filles, dont l'aînée est également musicienne, n'hésite pas à provoquer par ses tenues et à aborder des thèmes tabous ou crus. En 2020, elle sort un single en 2020, Bashiri, mettant en garde contre les pasteurs évangéliques qui s’enrichissent sur le dos de leurs fidèles. Une nouvelle collaboration avec Damon Albarn est dévoilée dans le titre With Love To An Ex de l'album Song Machine, Season One: Strange Timez de Gorillaz. Un nouvel album studio, Phases, est diffusé en 2022. « Avec Phases, j'ai exploré mes forces et mes faiblesses soit tout ce qui fait que je suis une femme libre », dit-elle.
Vers la fin du mois d'octobre 2024, Moonchild Sanelly annonce un autre album studio, Full Moon, qui sort le 10 janvier 2025 chez Transgressive Records, ainsi qu'une tournée au Royaume-Uni et en Irlande.

## Genre musical
Le Future ghetto punk, ce genre musical qu'elle revendique avoir inventé, s’apparente à du gqom électrisant, pour le journal Le Monde. Il fusionne des éléments d'électronique expérimentale, d'afro-punk et de pop, avec des résurgences de kwaito, de hip hop et de jazz,.

## Discographie
Albums studio
- 2015 : Rabulapha!
- 2022 : Phases
- 2025 : Full Moon